# Gustave Boesman
Pour les articles homonymes, voir Boesman.
Gustave Boesman est un footballeur international belge né le 19 janvier 1899 à Gand, où il est mort le 15 novembre 1971.
Ancien demi du KAA La Gantoise, il a joué 20 fois en équipe nationale de 1926 à 1929. Présélectionné  aux Jeux olympiques de 1928 aux Pays-Bas, il a participé aux 3 rencontres de l'équipe de Belgique durant ce tournoi.

## Palmarès
- International belge de 1926 à 1929 (20 sélections)
- Participation aux Jeux olympiques 1928 (3 matches joués)